# Alpenvereinseinteilung der Ostalpen
     Alpi Nord-orientali
     Alpi Centro-orientali
     Alpi Sud-orientali
     Alpi Orientali Occidentali

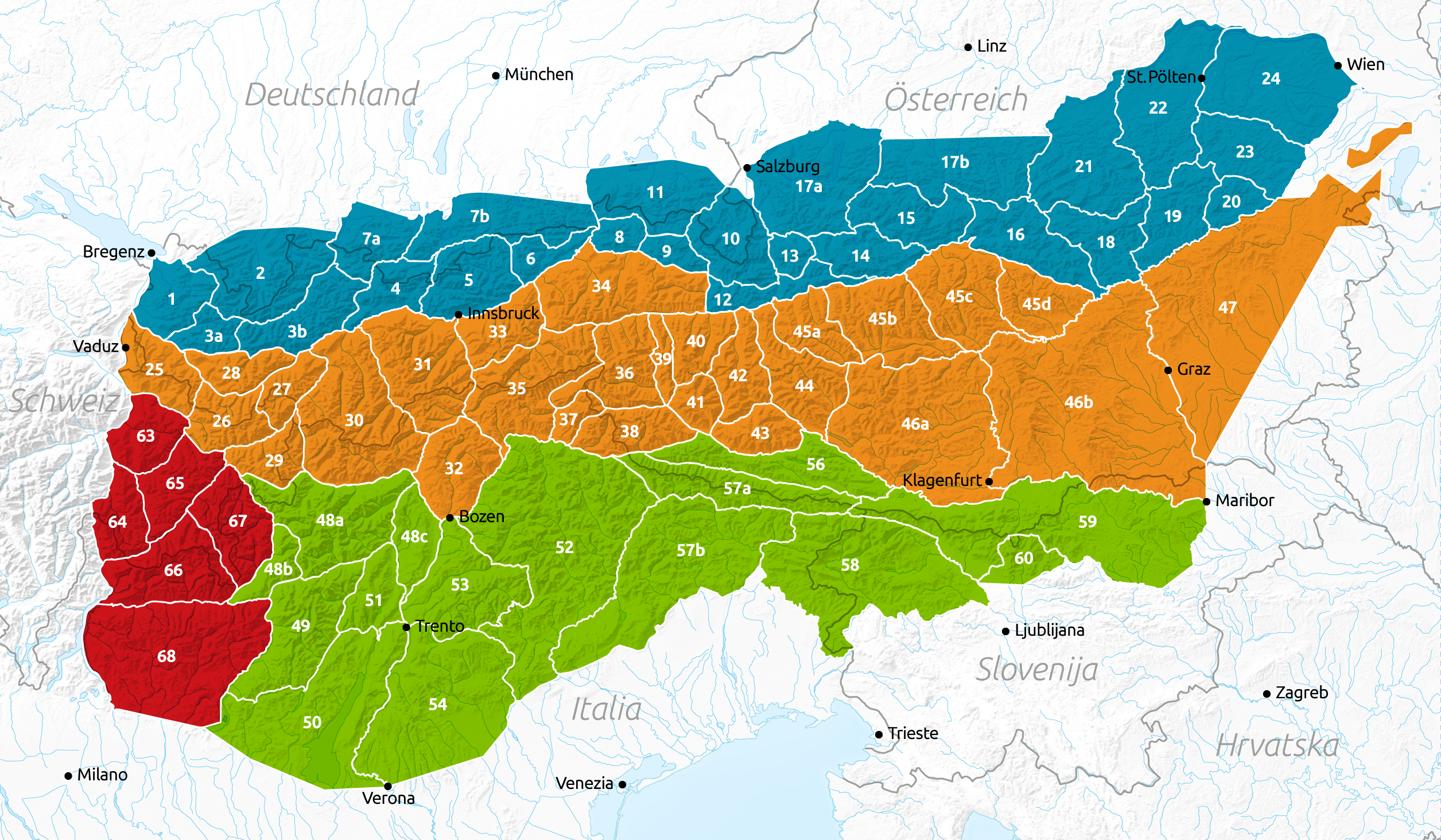
I quattro settori e 75 gruppi dell'AVE:
Alpi Nord-orientali
Alpi Centro-orientali
Alpi Sud-orientali
Alpi Orientali Occidentali

Alpenvereinseinteilung der Ostalpen (espressione in lingua tedesca che significa Classificazione delle Alpi Orientali secondo il Club Alpino), generalmente abbreviata in AVE è la classificazione delle Alpi Orientali di Franz Grassler pubblicata nel 1984 in 4 settori e 75 gruppi.

## Caratteristiche
L'AVE vuole essere una revisione aggiornata della tradizionale Moriggl-Einteilung der Ostalpen (Classificazione delle Alpi Orientali di Moriggl - dal nome del suo autore, Josef Moriggl) del 1924.
L'AVE è ufficialmente adottata dal Club Alpino Tedesco e dal Club Alpino Austriaco per la classificazione delle Alpi Orientali.
I quattro settori sono:
- Nördliche Ostalpen (Alpi Nord-orientali)
- Zentrale Ostalpen (Alpi Centro-orientali)
- Südliche Ostalpen (Alpi Sud-orientali)
- Westliche Ostalpen (Alpi Orientali Occidentali)

La numerazione ufficiale dell'AVE riprende, aggiornandola, quella precedente in 60 gruppi di Moriggl.

## Confronto con le altre classificazioni
La Partizione delle Alpi del 1926, oltre ai suoi innegabili pregi, aveva il difetto di essere troppo italocentrica e di non considerare in modo adeguato i settori alpini austriaci, svizzeri e tedeschi.
L'AVE è stata certamente più attenta alla natura geologica ed orografica circa le Alpi Orientali.
La recente SOIUSA ha ripreso molto della classificazione AVE. Molto sovente i gruppi dell'AVE corrispondono alle sottosezioni della SOIUSA.

## Settori e gruppi dell'AVE
| AVE N. | Nome                                  | Settore                    | Nazione                        | Vetta più alta         | Altezza (m) | Foto                                             |
| ------ | ------------------------------------- | -------------------------- | ------------------------------ | ---------------------- | ----------- | ------------------------------------------------ |
| 1      | Prealpi di Bregenz                    | Alpi Nord-orientali        | Austria                        | Glatthorn              | 2 134       | Glatthorn (2.134 m)                              |
| 2      | Alpi dell'Algovia                     | Alpi Nord-orientali        | Germania Austria               | Großer Krottenkopf     | 2 657       | Großer Krottenkopf (2.657 m)                     |
| 3a     | Monti delle Lechquellen               | Alpi Nord-orientali        | Austria                        | Große Wildgrubenspitze | 2 753       | Große Wildgrubenspitze (2.753 m)                 |
| 3b     | Alpi della Lechtal                    | Alpi Nord-orientali        | Austria                        | Parseierspitze         | 3 036       | Parseierspitze (3.036 m)                         |
| 4      | Monti di Mieming e del Wetterstein    | Alpi Nord-orientali        | Austria Germania               | Zugspitze              | 2 962       | Zugspitze (2.962 m)                              |
| 5      | Monti del Karwendel                   | Alpi Nord-orientali        | Austria Germania               | Birkkarspitze          | 2 749       | Birkkarspitze (2.749 m)                          |
| 6      | Alpi di Brandenberg                   | Alpi Nord-orientali        | Austria                        | Hochiss                | 2 299       | Hochiss (2.299 m)                                |
| 7a     | Alpi dell'Ammergau                    | Alpi Nord-orientali        | Germania Austria               | Daniel                 | 2 340       | Daniel (2.340 m)                                 |
| 7b     | Alpi Bavaresi                         | Alpi Nord-orientali        | Germania Austria               | Krottenkopf            | 2 086       | Krottenkopf (2.086 m)                            |
| 8      | Monti del Kaiser                      | Alpi Nord-orientali        | Austria                        | Ellmauer Halt          | 2 344       | Ellmauer Halt (2.344 m)                          |
| 9      | Monti dello Stein                     | Alpi Nord-orientali        | Austria                        | Birnhorn               | 2 634       | Birnhorn (2.634 m)                               |
| 10     | Alpi di Berchtesgaden                 | Alpi Nord-orientali        | Austria Germania               | Hochkönig              | 2 941       | Hochkönig (2.941 m)                              |
| 11     | Alpi del Chiemgau                     | Alpi Nord-orientali        | Germania Austria               | Sonntagshorn           | 1 961       | Sonntagshorn (1.961 m)                           |
| 12     | Alpi Scistose Salisburghesi           | Alpi Nord-orientali        | Austria                        | Hundstein              | 2 117       |                                                  |
| 13     | Monti di Tennen                       | Alpi Nord-orientali        | Austria                        | Raucheck               | 2 430       |                                                  |
| 14     | Monti del Dachstein                   | Alpi Nord-orientali        | Austria                        | Hoher Dachstein        | 2 995       | Luftaufnahme Hoher Dachstein (2.995 m)           |
| 15     | Monti Totes                           | Alpi Nord-orientali        | Austria                        | Großer Priel           | 2 515       | Großer Priel (2.515 m)                           |
| 16     | Alpi dell'Ennstal                     | Alpi Nord-orientali        | Austria                        | Hochtor                | 2 369       | Hochtor (2.369 m)                                |
| 17a    | Monti del Salzkammergut               | Alpi Nord-orientali        | Austria                        | Gamsfeld               | 2 027       | Gamsfeld (2.027 m))                              |
| 17b    | Prealpi dell'Alta Austria             | Alpi Nord-orientali        | Austria                        | Hoher Nock             | 1 963       |                                                  |
| 18     | Gruppo dell'Hochschwab                | Alpi Nord-orientali        | Austria                        | Hochschwab             | 2 277       | Hochschwab (2.277 m)                             |
| 19     | Alpi di Mürzsteg                      | Alpi Nord-orientali        | Austria                        | Hohe Veitsch           | 1 981       |                                                  |
| 20     | Catena Rax-Schneeberg                 | Alpi Nord-orientali        | Austria                        | Klosterwappen          | 2 076       | Schneeberg (2.076 m)                             |
| 21     | Alpi dell'Ybbstal                     | Alpi Nord-orientali        | Austria                        | Hochstadl              | 1 919       | Hochstadl (1.919 m)                              |
| 22     | Alpi di Türnitz                       | Alpi Nord-orientali        | Austria                        | Großer Sulzberg        | 1 400       | Großer Sulzberg (1.400 m)                        |
| 23     | Alpi di Gutenstein                    | Alpi Nord-orientali        | Austria                        | Reisalpe               | 1 399       | Reisalpe (1.399 m)                               |
| 24     | Selva Viennese                        | Alpi Nord-orientali        | Austria                        | Schöpfl                | 893         |                                                  |
| 25     | Catena del Rätikon                    | Alpi Centro-orientali      | Svizzera Austria Liechtenstein | Schesaplana            | 2 964       | Schesaplana (2.964 m)                            |
| 26     | Gruppo del Silvretta                  | Alpi Centro-orientali      | Svizzera Austria               | Piz Linard             | 3 411       | Piz Linard (3.411 m)                             |
| 27     | Gruppo del Samnaun                    | Alpi Centro-orientali      | Austria Svizzera               | Muttler                | 3 294       | Muttler (3.294 m)                                |
| 28     | Gruppo del Verwall                    | Alpi Centro-orientali      | Austria                        | Hoher Riffler          | 3 168       | Hoher Riffler (3.168 m)                          |
| 29     | Gruppo del Sesvenna                   | Alpi Centro-orientali      | Svizzera Italia Austria        | Piz Sesvenna           | 3 204       | Piz Sesvenna (3.204 m)                           |
| 30     | Alpi Venoste                          | Alpi Centro-orientali      | Austria Italia                 | Wildspitze             | 3 768       | Wildspitze (3.768 m)                             |
| 31     | Alpi dello Stubai                     | Alpi Centro-orientali      | Austria Italia                 | Zuckerhütl             | 3 507       | Zuckerhütl (3.507 m)                             |
| 32     | Alpi Sarentine                        | Alpi Centro-orientali      | Italia                         | Punta Cervina          | 2 781       | Punta Cervina (2.781 m)                          |
| 33     | Prealpi del Tux                       | Alpi Centro-orientali      | Austria                        | Lizumer Reckner        | 2 884       | Lizumer Reckner (2.884 m)                        |
| 34     | Alpi di Kitzbühel                     | Alpi Centro-orientali      | Austria                        | Kreuzjoch              | 2 558       | Kreuzjoch (2.558 m)                              |
| 35     | Alpi della Zillertal                  | Alpi Centro-orientali      | Austria Italia                 | Gran Pilastro          | 3 510       | Hochfeiler (3.510 m)                             |
| 36     | Gruppo del Venediger                  | Alpi Centro-orientali      | Austria                        | Großvenediger          | 3 666       | Großvenediger (3.666 m)                          |
| 37     | Vedrette di Ries                      | Alpi Centro-orientali      | Italia Austria                 | Monte Collalto         | 3 436       | Hochgall (3.436 m)                               |
| 38     | Monti del Villgraten                  | Alpi Centro-orientali      | Austria Italia                 | Weiße Spitze           | 2 962       | Weiße Spitze (2.962 m)                           |
| 39     | Gruppo del Granatspitze               | Alpi Centro-orientali      | Austria                        | Großer Muntanitz       | 3 232       | Großer Muntanitz (3.232 m)                       |
| 40     | Gruppo del Glockner                   | Alpi Centro-orientali      | Austria                        | Großglockner           | 3 798       | Großglockner (3.798 m)                           |
| 41     | Gruppo del Schober                    | Alpi Centro-orientali      | Austria                        | Petzeck                | 3 283       |                                                  |
| 42     | Gruppo del Goldberg                   | Alpi Centro-orientali      | Austria                        | Hocharn                | 3 254       | Hocharn (3.254 m)                                |
| 43     | Gruppo del Kreuzeck                   | Alpi Centro-orientali      | Austria                        | Mölltaler Polinik      | 2 784       |                                                  |
| 44     | Gruppo dell'Ankogel                   | Alpi Centro-orientali      | Austria                        | Hochalmspitze          | 3 360       | Hochalmspitze (3.360 m)                          |
| 45a    | Tauri di Radstadt                     | Alpi Centro-orientali      | Austria                        | Weißeck                | 2 711       | Weißeck (2.711 m)                                |
| 45b    | Tauri di Schladming                   | Alpi Centro-orientali      | Austria                        | Hochgolling            | 2 862       | Hochgolling (2.862 m)                            |
| 45c    | Tauri di Wölz e di Rottenmann         | Alpi Centro-orientali      | Austria                        | Rettlkirchspitze       | 2 475       |                                                  |
| 45d    | Tauri di Seckau                       | Alpi Centro-orientali      | Austria                        | Geierhaupt             | 2 417       |                                                  |
| 46a    | Alpi della Gurktal                    | Alpi Centro-orientali      | Austria                        | Eisenhut               | 2 441       | Schwarzsee mit Eisenhut (2.441 m) im Hintergrund |
| 46b    | Alpi della Lavanttal                  | Alpi Centro-orientali      | Austria Slovenia               | Zirbitzkogel           | 2 396       | Zirbitzkogel (2.396 m)                           |
| 47     | Prealpi ad est della Mura             | Alpi Centro-orientali      | Austria                        | Stuhleck               | 1 782       | Stuhleck (1.782 m)                               |
| 48a    | Gruppo Ortles-Cevedale                | Alpi Sud-orientali         | Italia Svizzera                | Ortles                 | 3 905       |                                                  |
| 48b    | Gruppo Sobretta-Gavia                 | Alpi Sud-orientali         | Italia                         | Monte Sobretta         | 3 296       | Monte Sobretta (3.296 m)                         |
| 48c    | Alpi della Val di Non                 | Alpi Sud-orientali         | Italia                         | Roen                   | 2 116       | Roen (2.116 m)                                   |
| 49     | Alpi dell'Adamello e della Presanella | Alpi Sud-orientali         | Italia                         | Cima Presanella        | 3 556       | Presanella (3.556 m)                             |
| 50     | Prealpi Gardesane                     | Alpi Sud-orientali         | Italia                         | Monte Cadria           | 2 254       |                                                  |
| 51     | Dolomiti di Brenta                    | Alpi Sud-orientali         | Italia                         | Cima Tosa              | 3 173       | Cima Tosa (3.173 m)                              |
| 52     | Dolomiti                              | Alpi Sud-orientali         | Italia                         | Marmolada              | 3 343       | Marmolata (3.343 m)                              |
| 53     | Dolomiti di Fiemme                    | Alpi Sud-orientali         | Italia                         | Cima d'Asta            | 2 847       | Cima d'Asta (2.847 m)                            |
| 54     | Prealpi Vicentine                     | Alpi Sud-orientali         | Italia                         | Cima XII               | 2 336       | Cima XII (2.336 m)                               |
| 55     | Fino al 1984: Prealpi Bellunesi       |                            |                                |                        |             |                                                  |
| 56     | Alpi della Gail                       | Alpi Sud-orientali         | Austria                        | Grosse Sandspitze      | 2 770       | Große Sandspitze (2.770 m)                       |
| 57a    | Catena Carnica Principale             | Alpi Sud-orientali         | Italia Austria                 | Monte Coglians         | 2 780       | Hohe Warte (2.780 m)                             |
| 57b    | Prealpi Carniche                      | Alpi Sud-orientali         | Italia                         | Cima dei Preti         | 2 706       | Cima dei Preti (2.706 m)                         |
| 58     | Alpi Giulie                           | Alpi Sud-orientali         | Slovenia Italia                | Triglav                | 2 864       | Triglav (2.864 m)                                |
| 59     | Caravanche Pohorje                    | Alpi Sud-orientali         | Austria Slovenia Italia        | Hochstuhl Črni Vrh     | 2 237 1 543 | Hochstuhl (2.237 m)                              |
| 60     | Alpi di Kamnik e della Savinja        | Alpi Sud-orientali         | Slovenia Austria               | Grintovec              | 2 558       | Grintovec (2.558 m)                              |
| 61     | Montagne non-alpine in Austria        |                            |                                |                        |             |                                                  |
| 62     | Montagne non-alpine in Germania       |                            |                                |                        |             |                                                  |
| 63     | Alpi del Plessur                      | Alpi Orientali Occidentali | Svizzera                       | Aroser Rothorn         | 2 980       | Aroser Rothorn (2.980 m)                         |
| 64     | Alpi del Platta                       | Alpi Orientali Occidentali | Svizzera Italia                | Piz Platta             | 3 392       | Piz Platta (3.392 m)                             |
| 65     | Alpi dell'Albula                      | Alpi Orientali Occidentali | Svizzera                       | Piz Kesch              | 3 418       | Piz Kesch (3.418 m)                              |
| 66     | Alpi del Bernina                      | Alpi Orientali Occidentali | Italia Svizzera                | Pizzo Bernina          | 4 049       | Piz Bernina (4.049 m)                            |
| 67     | Alpi di Livigno                       | Alpi Orientali Occidentali | Italia Svizzera                | Cima Piazzi            | 3 439       | Cima Piazzi (3.439)                              |
| 68     | Alpi e Prealpi Bergamasche            | Alpi Orientali Occidentali | Italia                         | Pizzo di Coca          | 3 052       | Pizzo di Coca (3.052 m)                          |